# Parlamentní volby v Estonsku 2019
Volby do parlamentu Estonska v roce 2019 se uskutečnily 3. března 2019. Volby vyhrála opoziční liberální Estonská reformní strana bývalé europoslankyně Kaji Kallasové s 28,8 procenty hlasů. Druhá proruská Estonská strana středu premiéra Jüriho Ratase získala 23 procent a krajně pravicová a euroskeptická EKRE posílila na dvojnásobný výsledek oproti minulým volbám a dostala se tak s téměř 18 procenty hlasů na třetí místo. V mandátech získala oproti minule skoro trojnásobek.

## Témata a průběh voleb
V Estonsku funguje poměrný volební systém. Asi 40 procent registrovaných voličů volilo do 101členného parlamentu elektronicky. Do voleb se registrovalo 1099 kandidátů z 10 politických stran. Do parlamentu se dostalo 5 stran s minimálním výsledkem 5 procent hlasů.
Estonsko mělo v roce 2019 nízkou nezaměstnanost a ekonomicky se mu dařilo. Tématy voleb byly platy a daně, rozkol mezi venkovskými a městskými oblastmi a vypjatá situace ohledně školní výuky v ruštině. Z tématu snižování daní, zamezení migrace a nespokojenosti venkovských obyvatel těžil černý kůň voleb, krajně pravicová strana EKRE. Průzkumy slibovaly vyrovnaný souboj tradičních vítězů Estonské strany středu a Estonské reformní strany, které se od nezávislosti ve vítězství střídají.